# Calomyscus urartensis
Calomyscus urartensis é uma espécie de roedor da família Calomyscidae.
Pode ser encontrada no Azerbaijão e no norte do Irã (província do Azerbaijão). Está restrita a região do sul da Transcaucásia.